# Sepia esculenta
Sepia esculenta(лат.), также известная как Каракатица золотистая или Каракатица съедобная — вид каракатиц обитающий от российских морей до Филиппин и по всему западному региону Тихого океана. Этот вид относится к нектобентическим организмам и встречается на глубинах от 10 до 150 метров (33-492 фута), однако преимущественно населяет мелкие прибрежные воды от Японии до Филиппин на глубине 10-100 метров. Средняя длина тела особей составляет около 18 см.

## Жизненный цикл
Продолжительность жизни Sepia esculenta невелика и обычно составляет около 1 года.
Достигнув половой зрелости, самцы демонстрируют различные визуальные сигналы, чтобы привлечь самку для размножения. Как и другие головоногие (класс Cephalopoda), этот вид является гонохористичным, то есть особи имеют раздельные половые органы (самцы производят сперму, а самки — яйцеклетки).
Во время спаривания самец с помощью специально адаптированного щупальца передаёт самке сперматофор (пакет со спермой), который прикрепляется к её букальной мембране. У Sepia esculenta важную роль в размножении играет конкуренция спермы между самцами. Поскольку самки часто спариваются с несколькими партнёрами за сезон и могут долго хранить сперму, самцы стараются удалить сперматофоры предыдущих соперников, соскребая их щупальцами, прежде чем внести свою. После оплодотворения самка откладывает яйца кластерами (по 50-300 штук за раз) с интервалом примерно одно яйцо каждые 5 минут. Яйца крепятся к водорослям, морской траве, ветвям и другим субстратам.
Процесс повторяется в течение 3-4 дней, после чего следует день отдыха, и так до тех пор, пока не будет отложено несколько тысяч яиц. По завершении нереста каракатицы возвращаются в море. Вылупившиеся молодые особи сначала ведут планктонный образ жизни, а по мере роста переходят к бентическому (донному) существованию.